# Prvenstvo Avstralije 1924
Prvenstvo Avstralije 1924 v tenisu.

## Moški posamično
James Anderson :  Richard Schlesinger, 6–3, 6–4, 3–6, 5–7, 6–3

## Ženske posamično
Sylvia Lance Harper :  Esna Boyd Robertson, 6–3, 3–6, 8–6

## Moške dvojice
James Anderson /  Norman Brookes :  Pat O'Hara Wood /  Gerald Patterson, 6–2, 6–4, 6–3

## Ženske dvojice
Sylvia Lance Harper /  Daphne Akhurst Cozens :  Kathleen Le Messurier /  Meryl O'Hara Wood, 7–5, 6–2

## Mešane dvojice
Daphne Akhurst Cozens /  Jim Willard :  Esna Boyd /  Garton Hone, 6–3, 6–4